# Pan Nalin
Nalin Kumar Pandya o Pan Nalin és un cineasta d'origen indi. Nalin és més coneguda per dirigir pel·lícules guardonades com Samsara, Valley of Flowers i Angry Indian Goddesses. El seu primer llargmetratge SAMSARA (Miramax) va ser un triomf crític i comercial a tot el món i va guanyar premis com la millor pel·lícula inicial al Festival Internacional de Cinema de Durban, "Gran Premi del Jurat - Menció Especial" a l'AFI Fest, Premi especial del jurat al Festival Internacional de Cinema de Santa Barbara i al "Llargmetratge més popular" al Festival Internacional de Cinema de Melbourne l'any 2002. Des de llavors, Nalin ha estat fent pel·lícules de ficció i no ficció que han estat coproduïdes amb països com l'Índia, França, Alemanya, Itàlia, Japó i els EUA. Les pel·lícules de Nalin s'han distribuït arreu del món.

## Primer anys
Nalin, un cineasta autodidacte, va néixer en un poble remot d'Adtala al districte d'Amreli, Gujarat, Índia. Fins als 12 anys va ajudar el seu pare a vendre te a la plataforma de tren Khijadiya Junction Railway Station. Els seus pares li van donar educació espiritual. De petit, a Nalin no li agradaven les escoles; en canvi, solia pintar i dibuixar. També va posar en escena drames mitològics i obres de teatre populars.
Nalin va deixar la seva família de jove a la recerca del cinema. Va estudiar Belles Arts a la Universitat M.S., Baroda durant un any. També és a Vadodara on Nalin va descobrir les pel·lícules de Hollywood i el cinema mundial. Un any més tard, Nalin va anar a estudiar Disseny al NID (National Institute of Design, Ahmedabad). Mentre estava al NID, va escriure sobre pel·lícules i va dirigir el cine-club programant pel·lícules d'arreu del món. Nalin va fer una cinquantena de vídeos de noces per finançar la seva educació i la seva realització cinematogràfica. Des del famós mercat dominical d'Ahmedabad, Nalin va trobar les antigues càmeres de cinema. Amb aquestes càmeres va fer quatre animacions i vint curtmetratges muts. No obstant això, sense mitjans per finançar el muntatge, el so i el treball de laboratori, aquelles pel·lícules van quedar incompletes, algunes van desaparèixer. Després de graduar-se a la NID, Nalin va viatjar molt per tota l'Índia durant els dos anys següents.

## Carrera

### De 1990 a 2000
Finalment, Nalin es va traslladar a Bombai i va tenir un descans com a director de producció a Durga Khote Productions. En poc temps, els productors van reconèixer el talent de Nalin i li van oferir l'oportunitat de dirigir anuncis i pel·lícules corporatives. El 1988, Nalin va concebre una sèrie de televisió de comèdia única de Doordarshan en col·laboració amb el famós dibuixant R. K. Laxman; la sèrie es va vendre més tard i es va convertir en un gran èxit sota el títol de Wagle Ki Duniya.
Nalin va viatjar i va viure als Estats Units i al Regne Unit durant aproximadament un any i després sis mesos a Europa. Aviat va tornar a l'Índia i va començar a escriure guions i a fer documentals. Nalin en va fer molts per Discovery, Canal Plus, BBC i altres principals xarxes de televisió internacionals. Nalin també va fer curts documentals per a Canal Plus sobre les superestrelles índies Shah Rukh Khan i Sridevi. Els temes dels seus documentals anaven des de l'Índia moderna fins als interiors profunds de Nagaland fins a l'Alt altiplà tibetà de l'Himàlaia. L'esperit cinematogràfic independent de Nalin va atreure l'atenció de la documentalista francesa Yolande Zauberman; així que mentre feia el seu documental Born Criminal a l'Índia, Nalin va canviar la seva carrera professional convertint-se en coproductor de la pel·lícula perquè estava molt impressionat per l'estil de cinema de Zauberman. "Born Criminal" va formar part de la Selecció Oficial del Festival Internacional de Cinema de Canes on Nalin va ser convidat.
Nalin va fundar 'Monsoon Films', la seva pròpia companyia de producció a Delhi, que més tard es va traslladar a Mumbai.

### Dècada de 2000: Avenç
Nalin va aconseguir un gran avenç amb la Cinémathèque Française a París, on es mostrava el seu documental "Sacred Courtesan Devadasi" i el seu curt de ficció "Khajuraho"; entre el públic hi havia el prolífic productor europeu Karl Baumgartner.
Després de 170 cartes de rebuig i correus electrònics per Samsara, Nalin va conèixer Baumgartner, que es va incorporar com a productor principal i va muntar Samsara en coproducció amb Alemanya, França, Itàlia i l'Índia. L'any 2000, Samsara es va fer en una preproducció de 4 mesos, seguida d'un rodatge de tres mesos. Hi havia 14 nacionalitats al repartiment i a l'equip de Samsara. Samsara va ser convidada al Festival Internacional de Cinema de Toronto per fer l'estrena mundial, Miramax i cinquanta distribuïdors més van adquirir la pel·lícula per a la distribució. La pel·lícula va guanyar el premi del jurat i del públic al Festival Internacional de Cinema de Santa Barbara. Pan Nalin va entrar a l'escena mundial; SAMSARA es va convertir en un gran èxit comercial i de crítica arreu del món i li va guanyar molts premis internacionals.

## 2001-2020: Autor reconegut

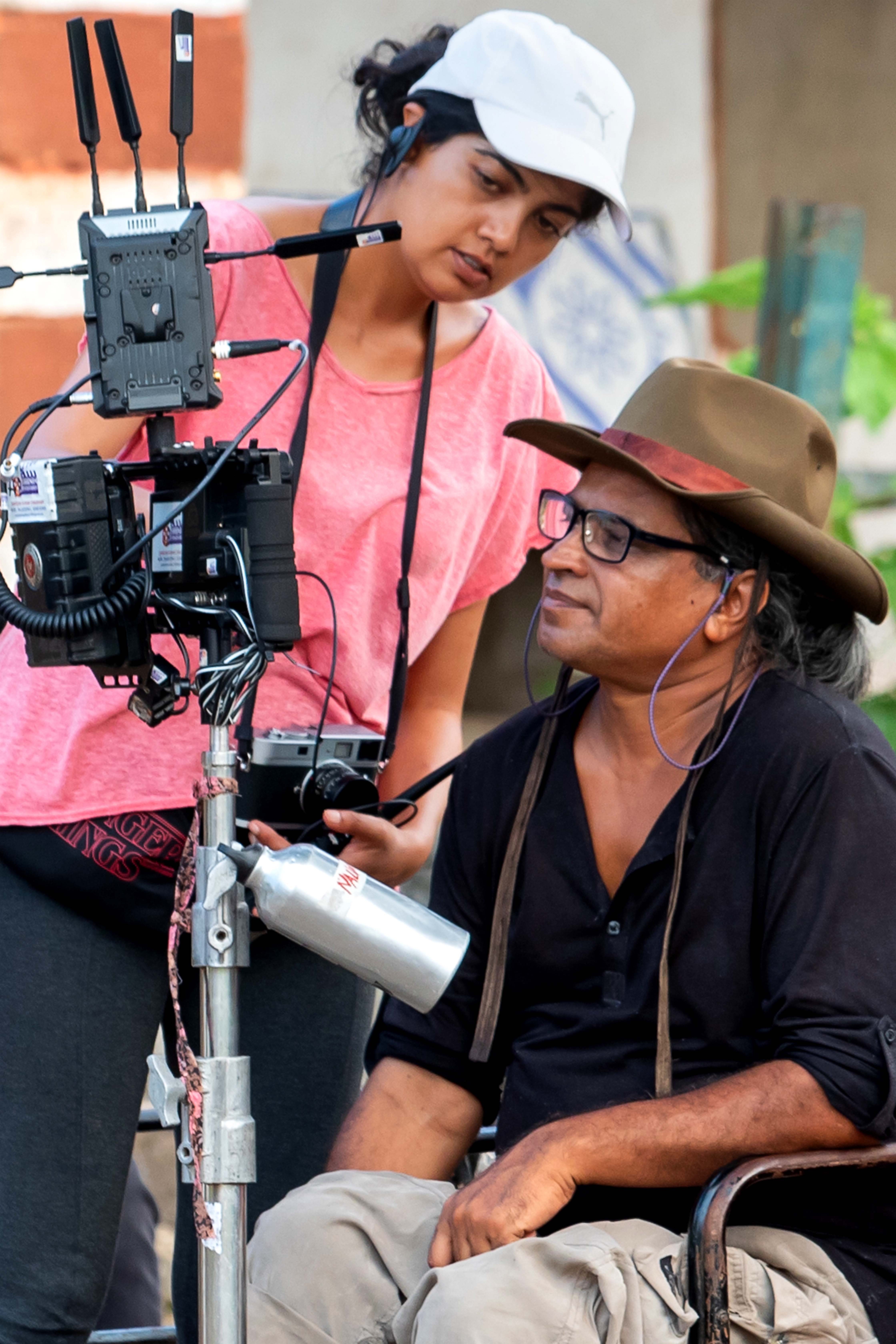
Pan Nalin el 2017 al set de "Beyond The Known World" a Manali, Índia

Després de l'èxit teatral de "Samsara", Nalin va viatjar 15.000 km per carretera per trobar-se amb mestres tradicionals de la medicina índia. El resultat va ser un documental "AYURVEDA: ART OF BEING". Es va estrenar a tot el món amb un gran èxit. "AYURVEDA: ART OF BEING" va celebrar una carrera cinematogràfica d'un any a Espanya i una sèrie de rècords de dos anys a França. La pel·lícula va tenir un èxit similar als EUA, Canadà, Alemanya i Holanda.
El 2006, el segon llargmetratge de Nalin en hindi i japonès, Valley of Flowers es va vendre prèviament a gairebé 35 països i es va considerar un gran èxit underground. La pel·lícula es va filmar a l'Himàlaia remot i d'altitud i al Japó i va guanyar la millor pel·lícula a l'Indian Film Festival de Los Angeles, i quatre nominacions a l'IAAC Nova York, incloent s la millor pel·lícula i el millor director.
Per al seu següent documental, Nalin va viatjar a Kumbh Mela el 2013, un dels esdeveniments religiosos més extraordinaris del món. Allà va dirigir Faith Connections. Aquesta pel·lícula va ser una selecció oficial a Toronto (2013), va guanyar el Premi Elecció del Públic a l'Indian Film Festival of Los Angeles (2014) i s'ha estrenat en cinemes d’arreu del món.
El 2014, Pan Nalin va fer la primera pel·lícula companya de l'Índia, Angry Indian Goddesses. La pel·lícula es va convertir en un èxit. La pel·lícula va guanyar el Premi de l'Elecció del Públic primer classificat al Festival Internacional de Cinema de Toronto de 2015. La pel·lícula també va guanyar el premi del públic al Festival de Cinema de Roma i fou nominada a l'All Lights India International Film Festival el 2016. El 2017 es va llançar a la plataforma de streaming Netflix.

## 2021-

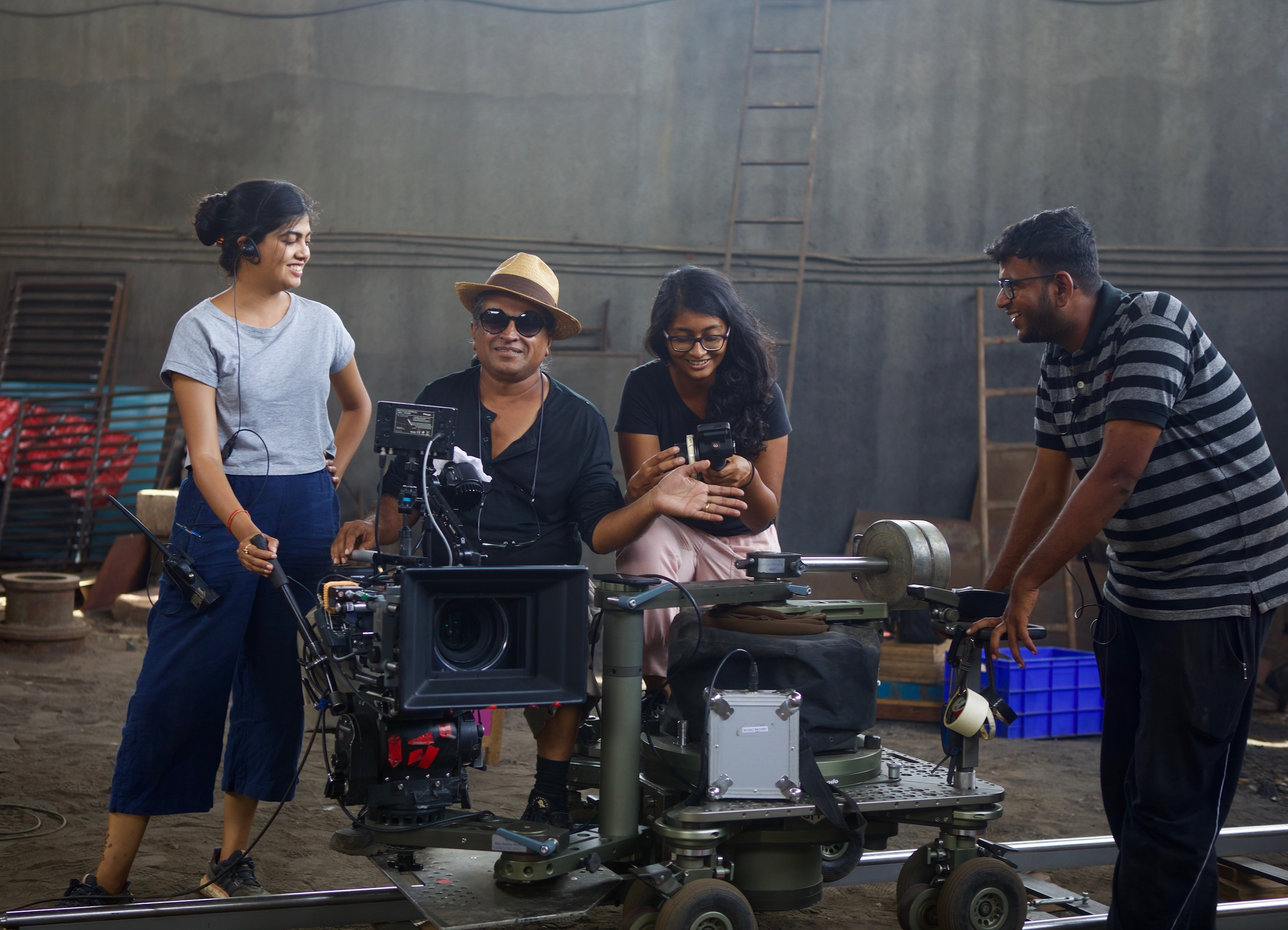
Pan Nalin el 2019 en una escena de L'última pel·lícula a Rajkot, Gujarat, Índia

El 2021 Nalin va escriure, dirigir i produir L'última pel·lícula, una pel·lícula en gujarati. La pel·lícula es va estrenar al Tribeca Film Festival el juny de 2021 on va guanyar el primer accèssit del Premi del Públic. La pel·lícula també va guanyar l'Espiga d'or a la millor pel·lícula a la66a edició de la Seminci de Valladolid, va guanyar el Premi Favorit del Públic al Festival de Cinema de Mill Valley 2021, i va ser nominada a la millor pel·lícula al premi Tiantan 2021 a la Xina. S'estrenarà als cinemes d'arreu del món el 2022. La pel·lícula estat seleccionada per representar l'Índia als Premis Oscar de 2023.

## Estil artístic i temes
L'anhel espiritual de les pel·lícules de Tarkovski, les accions d'alt voltatge de Kurosawa i l'estil versàtil de Kubrick i Sergio Leone van ser algunes de les primeres influències en l'obra de Pan Nalin. Creia que cada història o guió neix amb el seu propi estil cinematogràfic natural, i Stanley Kubrick i Sergio Leone ho van demostrar amb totes i cadascuna de les pel·lícules que van fer.
Nalin troba la història, busca el seu estil cinematogràfic natural i orgànic. Per exemple, Samsara i Angry Indian Goddesses són totalment oposades en l'estil cinematogràfic. Samsara va ser concebudaamb gairebé tots els fotogrames elaborats i composts per Nalin, els actors estaven restringits a respectar-ho i no se'ls permetia ni la més mínima improvisació. Nalin va fer un petit llibre per al repartiment i l'equip, “Notes on Zenematography.” Angry Indian Goddesses és tot el contrari, ja que els actors cinematogràfics portàtils van tenir la llibertat de millorar i d'entrar i sortir del quadre com volguessin. No sols això, Angry Indian Goddesses va ser una producció sense guió.
El disseny visual i sonor té un paper important a les pel·lícules de Nalin, i sovint passa mesos fent "recepcions" de so. Nalin va crear un estil diferent a Samsara amb l'ús de paletes de colors i moviments de càmera especialment dissenyats. A la pel·lícula Samsara, no hi ha verds ni ocells xiulant. Principalment paisatges àrids amb vent fred i banderes de pregària onejant. En Tashi només veu una sola fulla verda quan surt de la cova després de tres anys de meditació.
Amb Valley of Flowers Nalin va intentar crear una autèntica història d'amor asiàtica, lliure d'influències occidentals. Una èpica d'amor atemporal i espiritual inspirada en la mitologia budista i les tradicions tàntriques. La història de Valley of Flowers comença a principis del segle xix a l'Himàlaia d'altitud i acaba a l'actual Tòquio. Una mena de western, però per a Nalin, seria un "eastern". Un cop més, Nalin va crear un disseny visual i sonor únic per a aquesta èpica romàntica, i té una perspectiva diferent sobre el tòpic de "l'amor veritable ho conquista tot" des del raonament d'una cultura diferent.

## Filmografia
- 1991 The Khajuraho (curtmetratge)
- 1992 Born Criminal (Caste Criminelle), de Yolande Zauberman (Coproductor)
- 1993 The Tulkus (documental)
- 1994 The Nagas (documental)
- 1995 The Doubt (curtmetratge)
- 1996 Kaal, a film by Natasha De Betak (productor)
- 1997 The Devadasi (documental)
- 1997 Dance of the Wind, a film by Rajan Khosa (Co-productor)
- 1997 Eiffel Tower Trilogy: Height, Weight & Gravity (curtmetratge)
- 1999 Amazing World India (documental)
- 2001 Samsara
- 2001 Ayurveda: Art of Being (documental)[34]
- 2004 Speaking Tree, de Natasha De Betak (productor)
- 2005 Angry Indian Goddesses
- 2006 Valley of Flowers
- 2009 Echo of Eco (curtmetratge)
- 2013 Faith Connections (documental)
- 2016 2183 DAYS, a film by Natasha De Betak (productor)
- 2017 Beyond The Known World (The Disappearance of Eva Hansen)
- 2020 The Tiniest Invisible Piece of Shit (curtmetratge)
- 2021 L'última pel·lícula

## Premis
- 2021 Setmana Internacional de Cinema de Valladolid Guanyat, Golden Spike Millor pel·lícula per L'última pel·lícula[26]
- 2021 Festival de cinema de Mill Valley guanyat, premi del públic al cinema mundial per a L'última pel·lícula[26]
- 2021 Festival de Cinema de Tribeca 2n lloc, Narrativa del Premi del Públic per L'última pel·lícula[35]
- 2021 Festival Internacional de Cinema de Pequín Nominada, Premi Tiantian Millor pel·lícula per l'últim programa de pel·lícules[15][15]
- Premi del públic Inside Out Film and Video Festival 2016 (Guanyat) a la millor pel·lícula per a Angry Indian Goddesses (2015)
- Premi BNL People's Choice 2015 a la Festa del Cinema di Roma (Guanyat) a la millor pel·lícula Angry Indian Goddesses (2015)[36]
- Premi People's Choice 2015 al Festival Internacional de Cinema de Toronto (Guanyador)[37]
- 2014 Premi del públic al Indian Film Festival de Los Angeles (Guanyador) al millor documental per "Faith Connections (2013)" "[18]
- 2007 Premi del jurat al Indian Film Festival de Los Angeles (Guanyador) a la millor pel·lícula per a Valley of Flowers 2006[15]
- 2003 Festival Internacional de Cinema de Durban (Guanyador), Millor primer llargmetratge Samsara (pel·lícula de 2001)[1]
- 2003 Galway Film Fleadh (Nominada) a la millor pel·lícula per Samsara (pel·lícula de 2001)
- 2003 Indian Film Festival de Los Angeles (Guanyador), Premi del públic al millor documental per Ayurveda: Art of Being (2001)[38]
- 2003 Festival Internacional de Cinema de Santa Barbara (Guanyador), Premi especial del jurat per Samsara (pel·lícula de 2001)[39]
- 2002 Galway Film Fleadh (Guanyador), per a Samsara (pel·lícula de 2001)[40]